# Big Dig

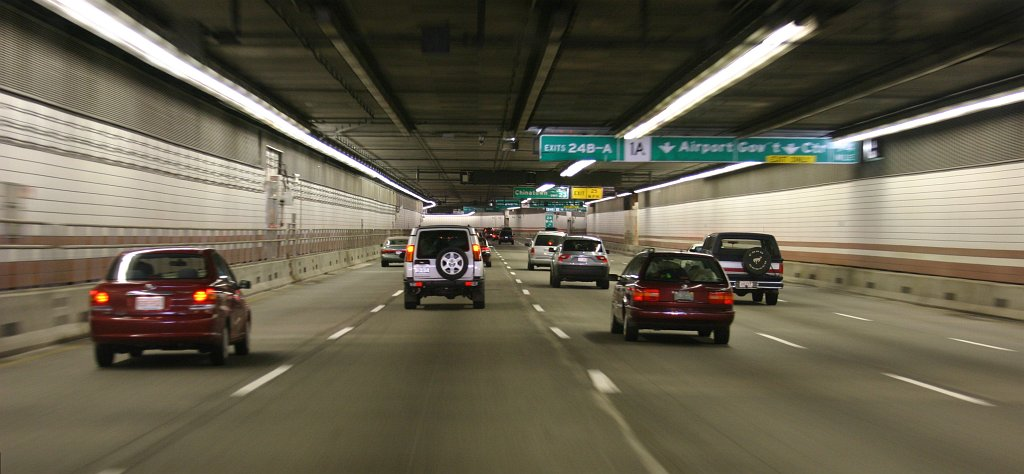
Foto taget i tunneln

Big Dig är ett smeknamn på vägtunnelprojektet Central Artery/Tunnel Project (CA/T) i Boston, USA. Projektet innebar en omdragning av vägen Central Artery, en del av Interstate 93, i tunnlar under centrala Boston.
Tunneln är en vägtunnel på 5,6 km längd under centrala Boston. Den invigdes januari 2006. Den är en del av vägen Interstate 93 och har ersatt en smalare väg på viadukt över centrala staden. I projektet ingick en anslutningstunnel på 2,5 km, en snedkabelbro och att efteråt riva viadukten och skapa parker där. Projektet anses vara ett av världens dyraste vägprojekt, åtminstone räknat i antal dollar. Kostnaden blev 14,6 miljarder USA-dollar, ca 107 miljarder svenska kronor i 2006 års penningvärde. Budgeten var på 2,5 miljarder dollar i 1982 års penningvärde eller 6,0 miljarder dollar justerat för inflation år 2006.
Orsaken till kostnaden är bland annat att marken är igenfylld våtmark, att hus, en tunnelbana och den existerande viadukten måste hållas stabila, att rörledningar som påträffades måste flyttas, och att många arkeologiska fynd, till exempel sjunkna hus och båtar påträffats.